# Chebský zemský mír
Chebský zemský mír též Chebský landfrýd (německy Landfrieden von Eger) je název mírové dohody podepsané 5. května 1389 v Chebu mezi českým králem Václavem IV. a spolkem švábských měst, sloučení jihozápadních německých svobodných říšských měst.

## Předchozí události
Od roku 1376 docházelo v jižním Německu k nepokojům. 14 svobodných říšských měst tehdy za účelem ochrany svých výsad a nezávislosti bez svolení císaře založilo Švábský spolek. Ten se mimo jiné angažoval také proti říšské politice zástav a daní. Císař Karel IV., rozzloben touto smělostí, vytáhl s dalšími knížaty proti vzbouřeným městům. Tažení však nebylo úspěšné a nastalou situaci pak musel respektovat i jeho nástupce, syn Václav.
Liga měst se do roku 1385 postupně rozšířila po celém jihozápadním Německu a zahrnovala již více než 50 říšských měst a odolávala všem pokusům o rozpuštění králem a knížaty. Poté se však projevily protichůdné zájmy jednotlivých měst a spolek vykazoval známky vnitřního rozkladu. Knížata si tuto příležitost nenechala ujít a v roce 1387 vyprovokovala násilnou městskou válku, která v následujícím roce zasáhla celé jižní Německo. Falckrabě Ruprecht II. nechal nepřátelské zajatce upálit, krutost městských vojsk ovšem nebyla o nic menší. Byla zapalována pole a úroda zničena. Tímto jednáním si města znepřátelila sedláky. V jediném větším střetu u Döffingenu 23. srpna 1388 tisíce sedláků udržely pozice proti městským vojákům až do příjezdu jednotek svého pána, württemberského hraběte Eberharda II. a následně zvítězili.
Porážka u Döffingenu pro města znamenala ještě silnější vzájemný rozkol a nakonec přiměla krále Václava, aby se od nich odvrátil. Václav měl v úmyslu oženit se s dcerou jednoho z bavorských vévodů, to však bylo možné, jen pokud by stál pevně na straně knížat. Václav se chopil příležitosti a mezi vyčerpanými stranami obnovil mír na úkor měst. Na zasedání Říšského sněmu v Chebu vydal 5. května 1389 říšský pozemkový mír, který zahrnoval zákaz svazu měst i jeho znovuzřízení. Mír v zemi ovlivnil také zájmy samotného Chebu, který se například v chebském sporu se šlechtou musel bránit před útoky zemské šlechty. Města musela platit knížatům vysoké válečné náhrady a byly na ně uvaleny další nevýhody. Říšská města spolek rozpustila a většina z nich se připojila k zemskému míru, nelze však hovořit o skutečném míru. Zejména ve Švábsku došlo k dalším sporům, dokud se města kvůli králově pasivitě neuchýlily k svépomoci.
Již v roce 1390 došlo ke vzniku nové ligy měst. Václav tak doplatil na svou pasivní politiku - když ho v roce 1400 knížata sesadila, říšská města mu nepomohla.